# SBS Mobile 24
SBS Mobile 24 je jihokorejská bezplatná televizní stanice vlastněná a provozovaná společností Seoul Broadcasting System. Bylo zahájeno 24. duben 2019.